# HD7374
HD7374 — хімічно пекулярна зоря спектрального класу B9, що має видиму зоряну величину в смузі V приблизно 6,0.
Вона  розташована на відстані близько 500,2 світлових років від Сонця.

## Пекулярний хімічний вміст
HD7374 належить до ртутно-манганових зір й її зоряна атмосфера має підвищений вміст Hg та Mn.